# Entylomella geranii
Entylomella geranii är en svampart som beskrevs av U. Braun & C.F. Hill 2002. Entylomella geranii ingår i släktet Entylomella och familjen Entylomataceae.   Inga underarter finns listade i Catalogue of Life.